# Siegel Myanmars
Das Siegel Myanmars wurde nach der Verfassungsänderung von 2008 eingeführt.

## Beschreibung des alten Siegels (1974–1989)
Das silberne Zahnrad in der blauen Mitte, das für die Industrie des Landes steht, trägt die rote Landkarte Myanmars. Umgeben wird das Zahnrad von goldenen Getreideähren, die die Landwirtschaft des Landes symbolisieren. 
Die vierzehn Zähne des Zahnrads stehen für die sieben Staaten der Minderheiten und die sieben Provinzen. Der Reiskörnerkranz unterstreicht die Bedeutung der Landwirtschaft für die Ernährung. Über dem Staatssymbol ein weißer fünfzackiger Stern.
Die blauen Löwen symbolisieren als Schildhalter durch Weisheit gebändigte Kraft und Tapferkeit.
Das rote Band zu Füßen der Löwen trägt den Namen des Landes in birmanischer Schrift.

## Geschichte

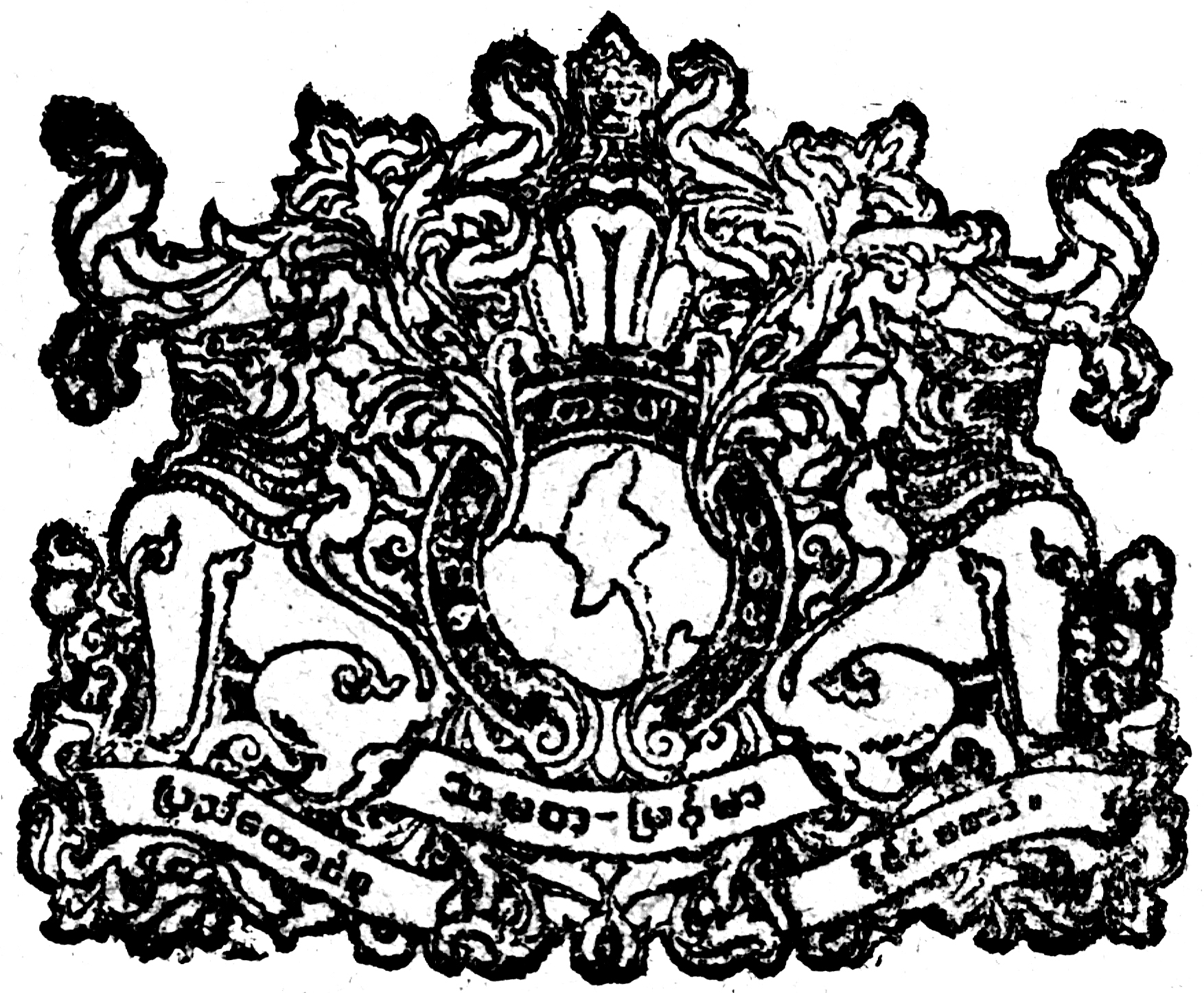
1948 bis 1974
1974 bis 1989
1989 bis 2011
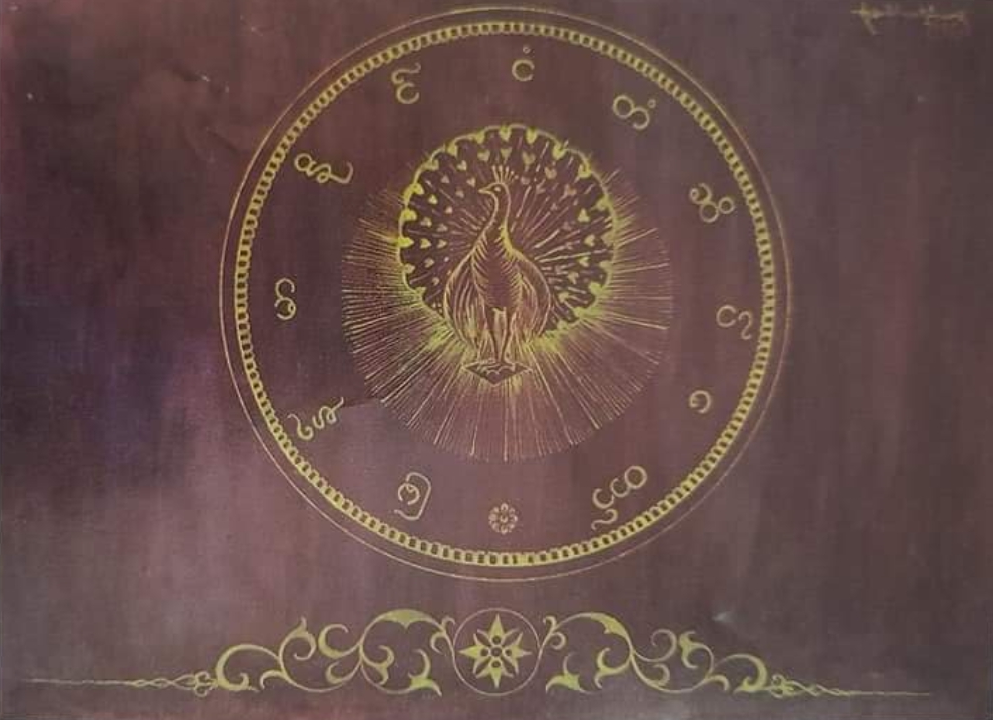
1800s bis 1886